# Kosta glashus

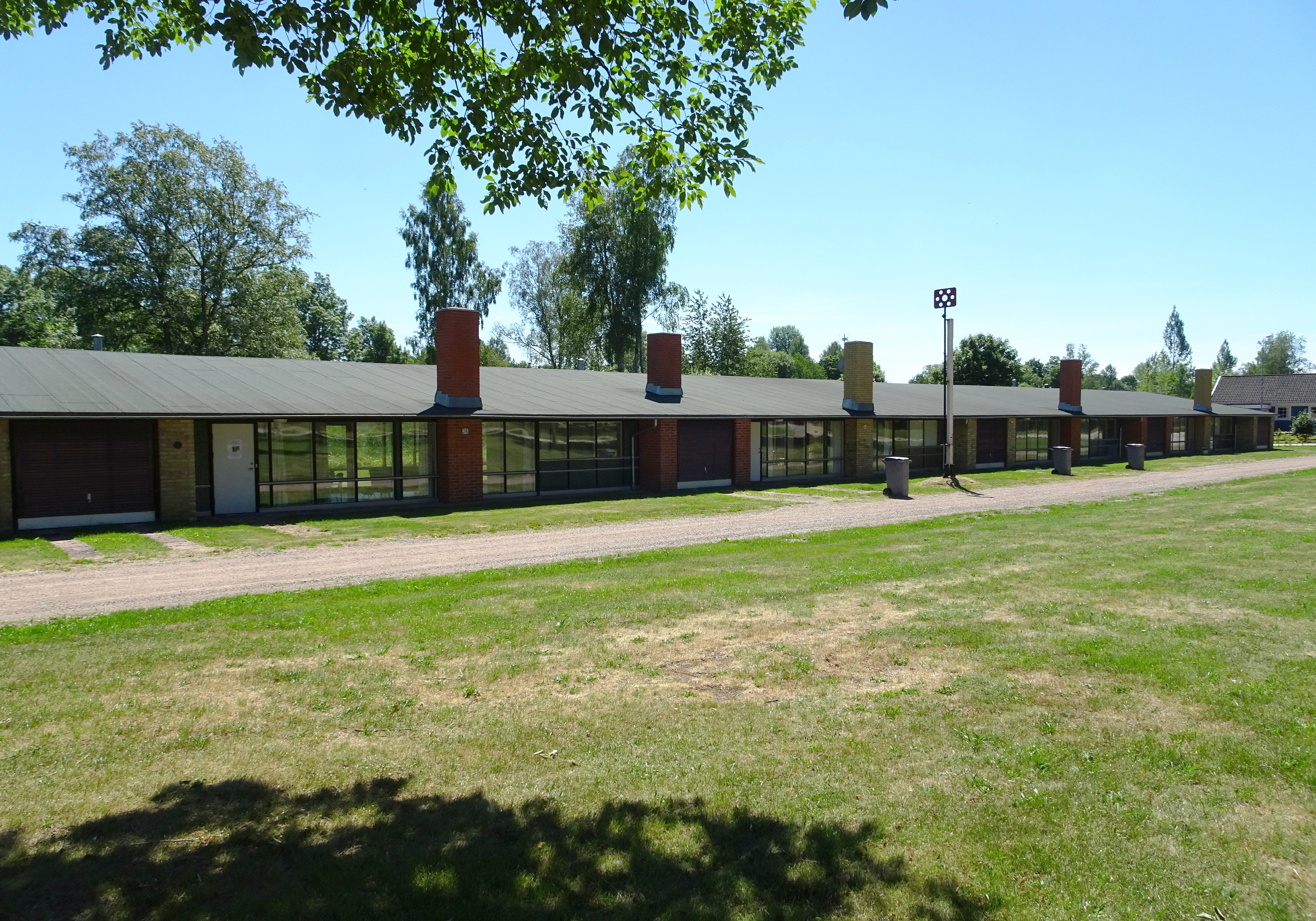
Radhuslängan, juni 2018.

Kosta Glashus eller Bruno Mathssons Glashus kallas en radhuslänga vid Holsteins väg 20–28 intill Kosta glasbruk i Ekeberga socken, Lessebo kommun. Huset ritades 1956 av möbelformgivaren och arkitekten Bruno Mathsson för Kosta glasbruk. Radhuslängan var rivningshotad men renoverades och är sedan år 2007 ett lagskyddat byggnadsminne.

## Historik

### Utställningshall
År 1950 ritade Bruno Mathsson en modern, USA-inspirerad utställningshall för sitt eget möbelföretag i Värnamo. Huset hade stora glasytor och uppmärksammades av bland andra Kostas konstnärlige ledare Vicke Lindstrand som gav Mathsson i uppdrag att skapa en liknande hall för företagets konstglas. Utställningshallen blev 300 m² stor och byggdes efter samma principer som den i Värnamo. Den 27 maj 1954 invigde kung Gustaf VI Adolf brukets nya utställningshall. Hallen finns fortfarande kvar men har byggts om kraftigt och därmed förlorat sitt kulturhistoriska värde.

### Radhuslängan

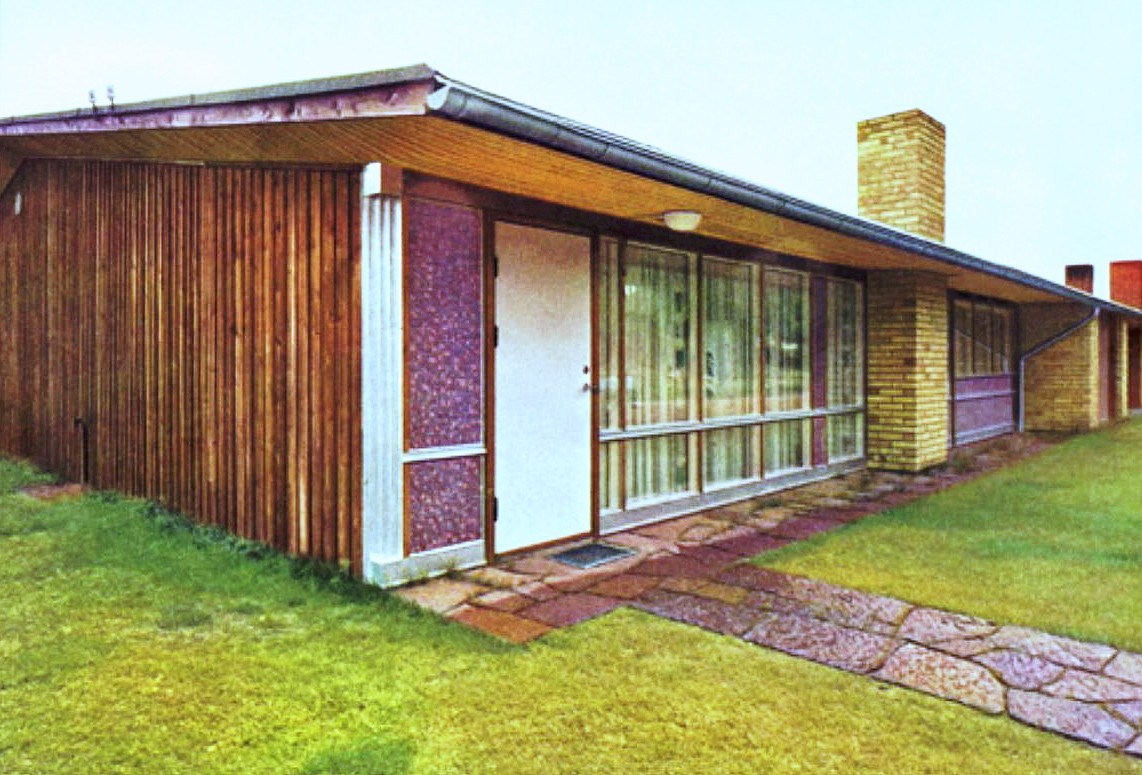
Radhuset Holsteinsväg 28, 1956.

Mathssons nästa uppdrag för Kosta var att rita en radhuslänga om sex lägenheter (det blev sedermera fem) för brukets anställda, huvudsakligen mästare och högre tjänstemän. Byggplatsen var ett gammalt banområde sydost om fabriken. Även här användes samma formgivnings- och byggnadsidéer som tidigare, alltså ytterväggar med extrem stora glasytor. Mathsson tillhandahöll de av honom patenterade "BrunoPane"-glaspartierna som bestod av en tvåglas isolerruta ytterst och ett enkelglas mot insidan med en luftspalt däremellan. Golven i samtliga rum belades med Kostas egen glasmosaik på betongplatta som innehöll den av Mathsson likaså patenterade vattenburna golvvärmen, vilket gjorde att man slapp störande radiatorer framför fönstren.
Radhuslängan är 99,4 meter lång och uppförd i en våning under ett sadeltak med svag lutning. Ytterväggarnas stommar består av monteringsfärdiga moduler. Fasaderna domineras, förutom av glaspartierna, av rött och gult tegel samt träpanel. Genom öppna spisens skorsten till varje lägenhet åstadkom Mathsson en naturlig delning av den långa fasaden. Glaspartiernas bröstningar kläddes med glasmosaik i olika färger, varje hus fick mosaik i en egen kulör. Varje radhus har en yta om 108 m² och är byggt i vinkel kring en privat innergård med kök och vardagsrum mot entrésidan och sovrummen samt badrummet avskilda i vinkel mot gården. Mot grannen finns ett garage. 
Anläggningen stod färdig för inflyttning 1956 och en officiell premiärvisning för pressen hölls torsdagen den 24 maj samma år. Projektet, som var ett stort experiment, bedömdes som lyckat och Kosta planerade för en fortsättning med fler glashus åt de anställda. Men i Kosta byggdes inga fler arbetarbostäder i brukets regi efter 1956 och bostadsfrågan löstes istället främst genom att bruket genom förmånliga villkor uppmuntrade sina medarbetare att bygga egna villor.

## Historiska bilder

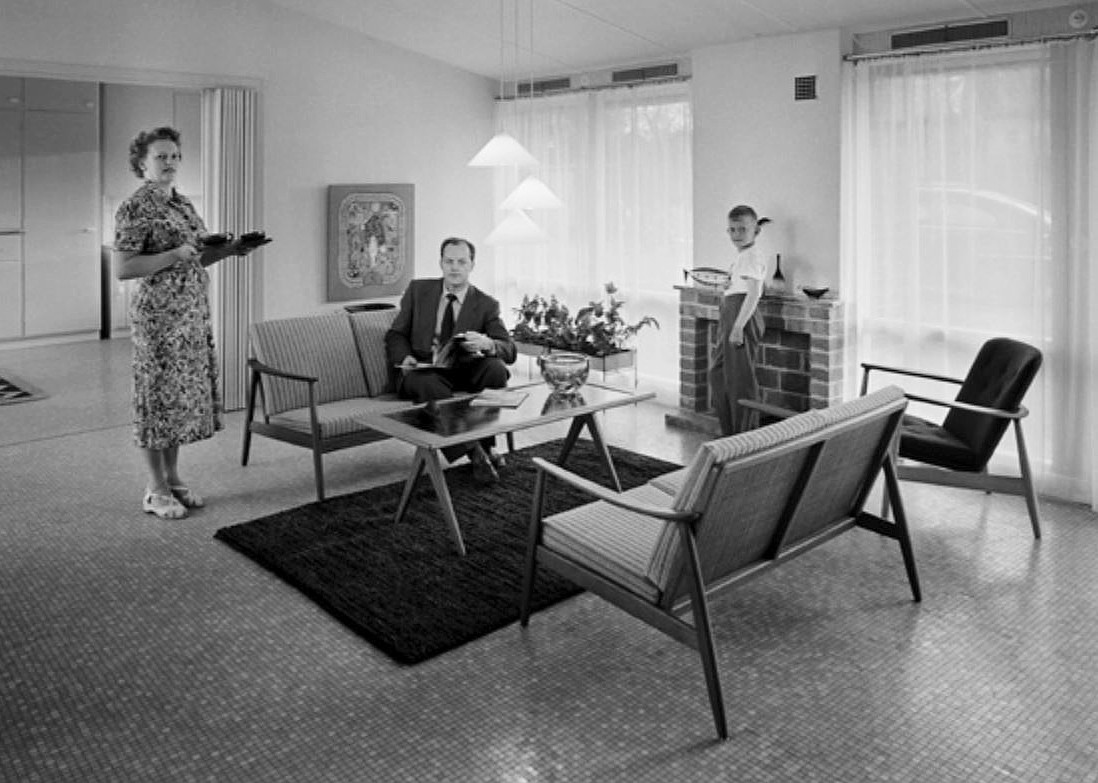
Allrummet 1956.
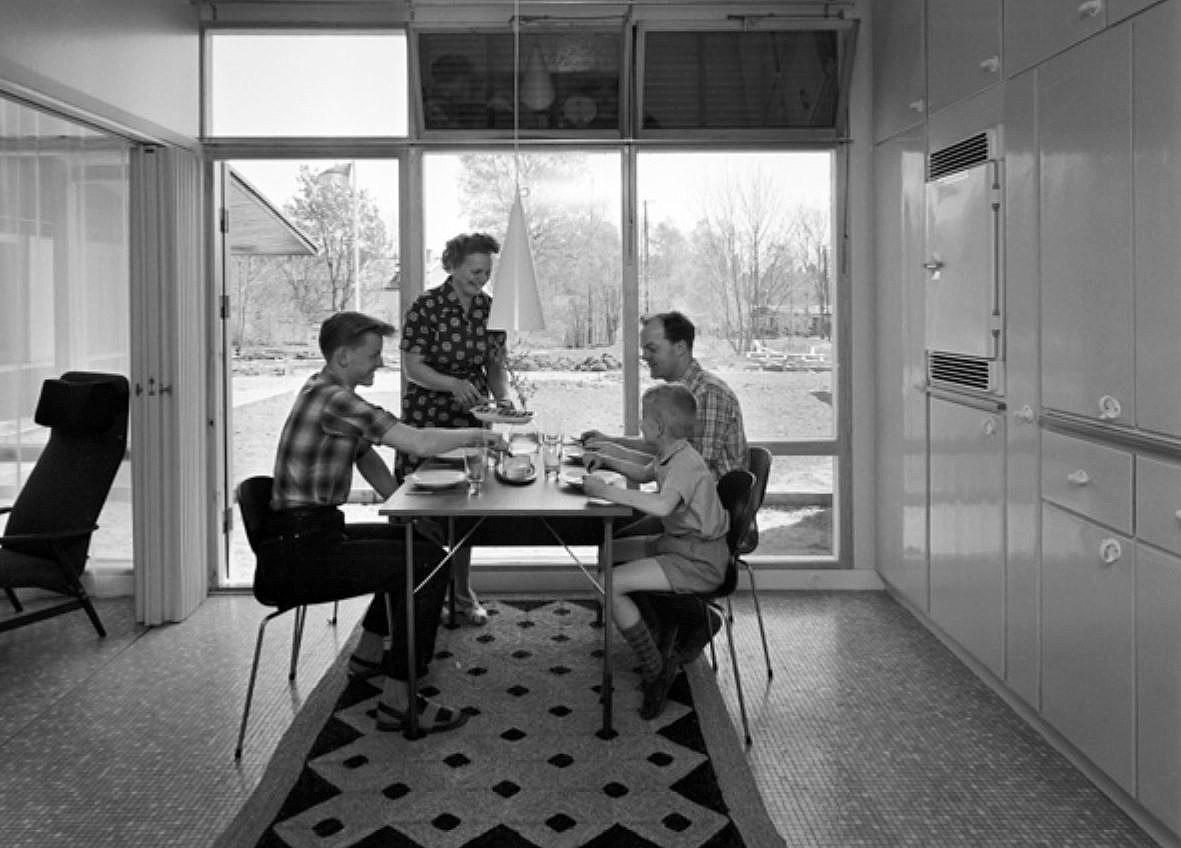
Köket 1956.
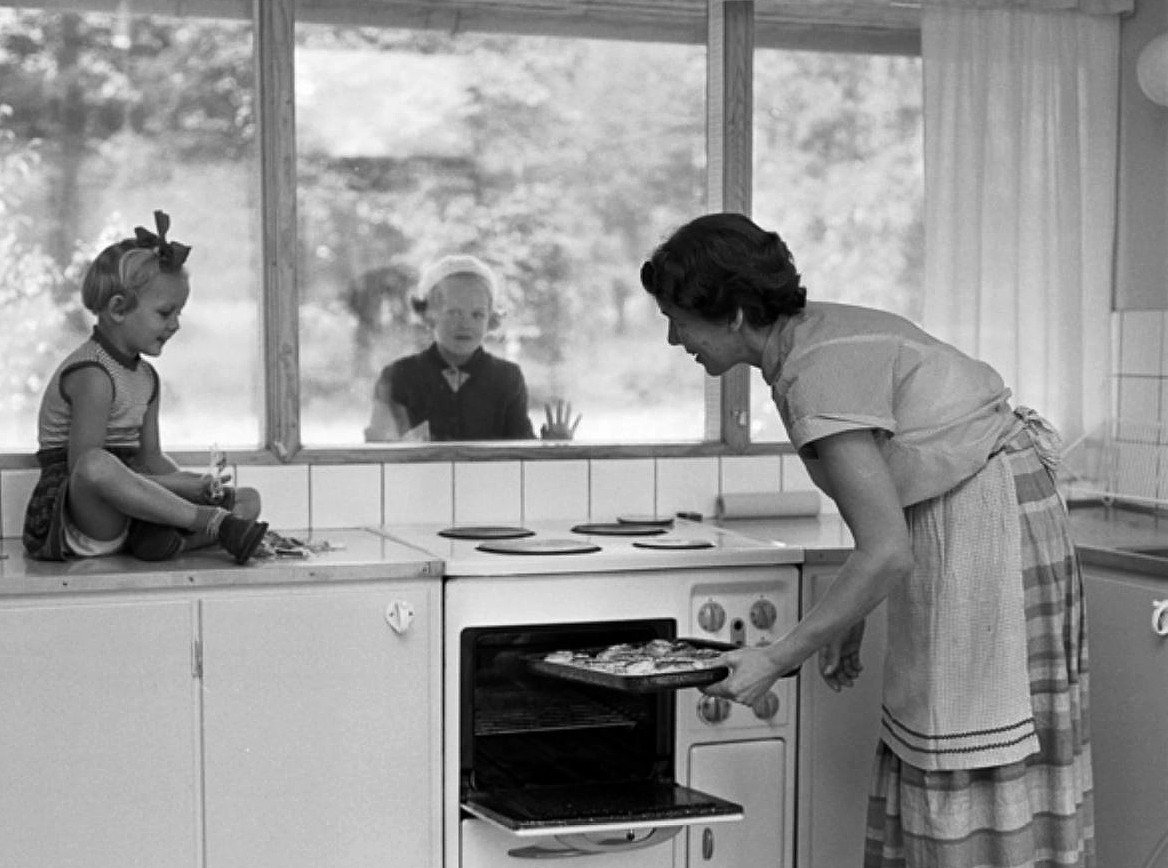
Köket 1958.
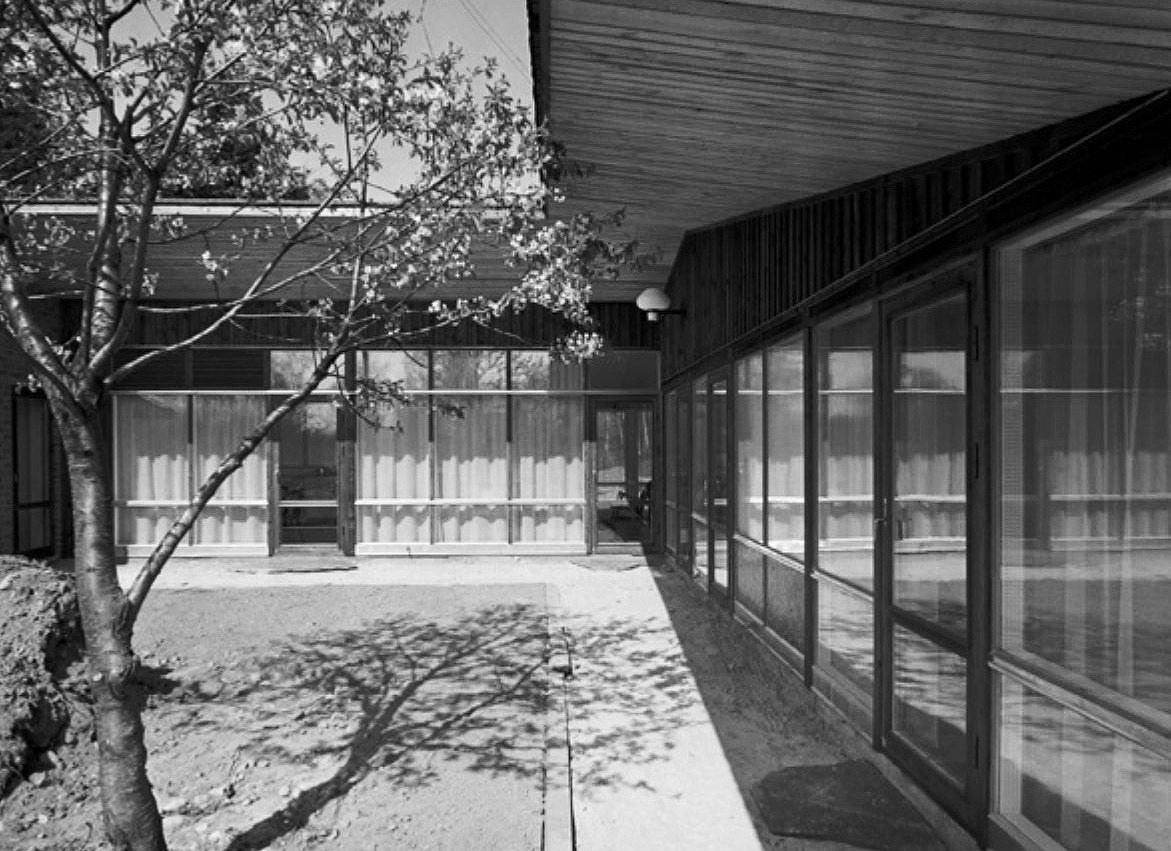
Innergården 1956.

### Rivningshot och renovering
År 1987 såldes glashusen liksom brukets samtliga byggnader som inte behövdes för produktionen av glas. Fastigheten bytte i snabb takt ägare flera gånger. Ingen tog något långsiktigt ansvar för underhållet och 1991 hade förfallet gått så långt att kommunen tog beslut om tvångsförvaltning. 1993 såldes radhusen på exekutiv auktion och ägdes därefter av bland annat tyska och danska intressen men vanvården fortsatte. Ungefär samtidigt började man uppmärksamma husens arkitektoniska och kulturhistoriska värde. Länsstyrelsen försökte under 1994 och 1995 ta upp en diskussion om byggnadsminnesförklaring men misslyckades eftersom ingen fastighetsägare accepterade Länsstyrelsens krav. År 2004 fattade Miljödepartementet beslut om expropriation av husen som verkställdes 2006.
Därefter började en genomgripande restaurering under överinseende av antikvarie Jan Westergren från Kalmar läns museum som återställde radhuslängan i närapå ursprungligt skick från 1956. En officiell återinvigning hölls den 14 juni 2007 i närvaro av dåvarande kulturministern Leif Pagrotsky. I samband med invigningen meddelade Länsstyrelsen att man fattat beslut om att förklara glashusen som byggnadsminne. Idag finns en konferenslägenhet, en visningslägenhet för guidningar och tre vanliga lägenheter som fungerar som stipendiebostäder för formgivare och studenter vid glasskolan på bruket.

## Nutida bilder

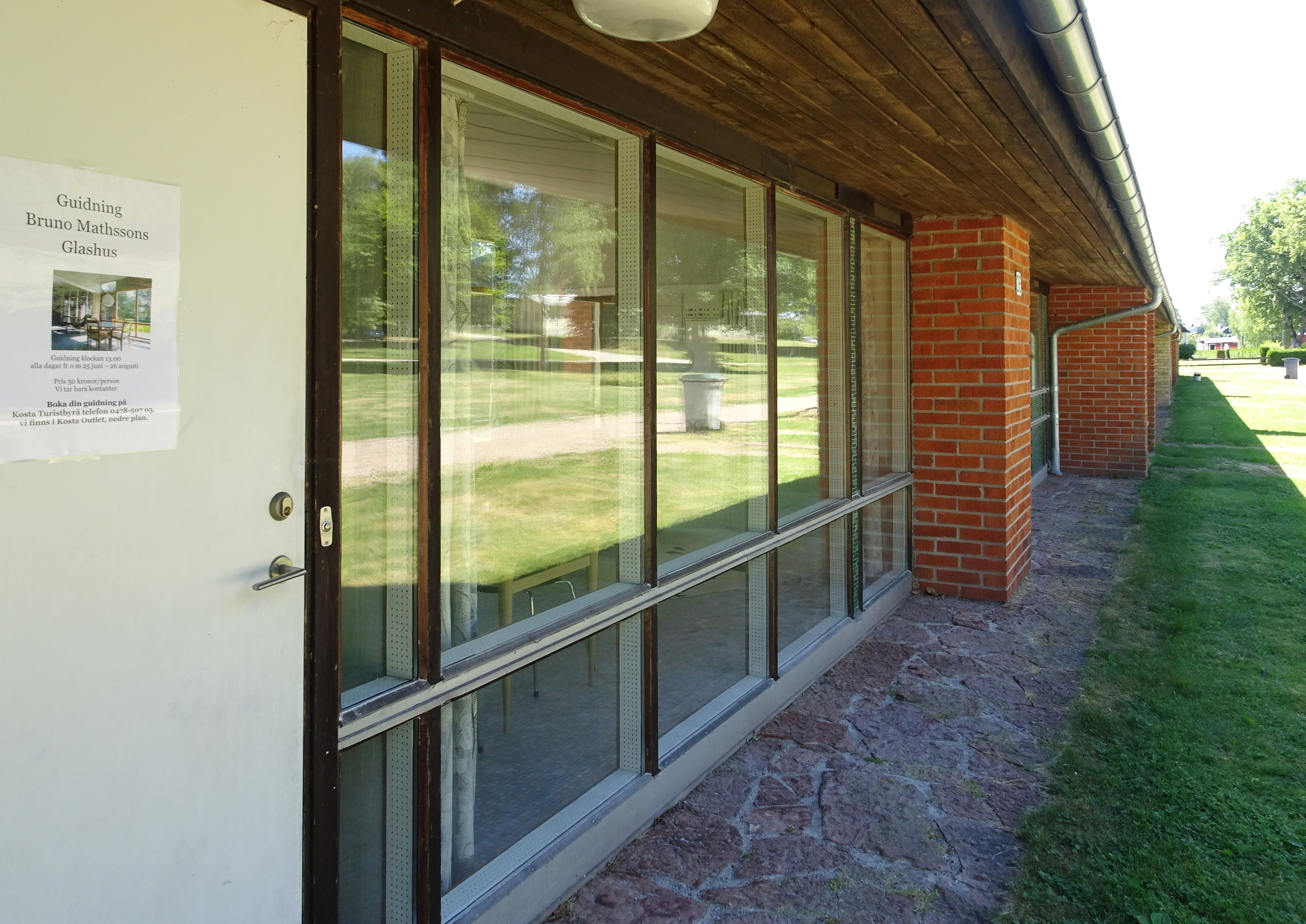
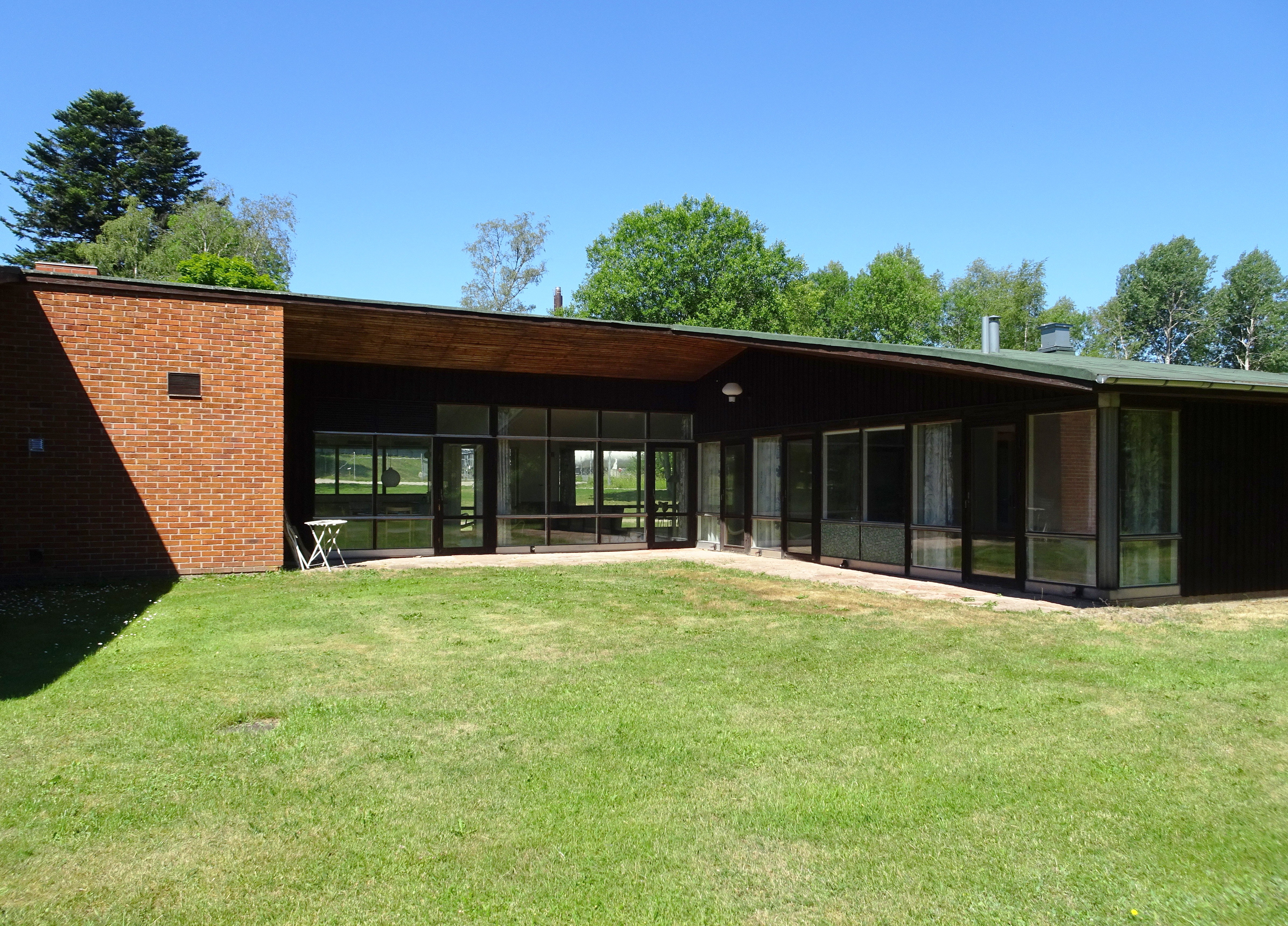
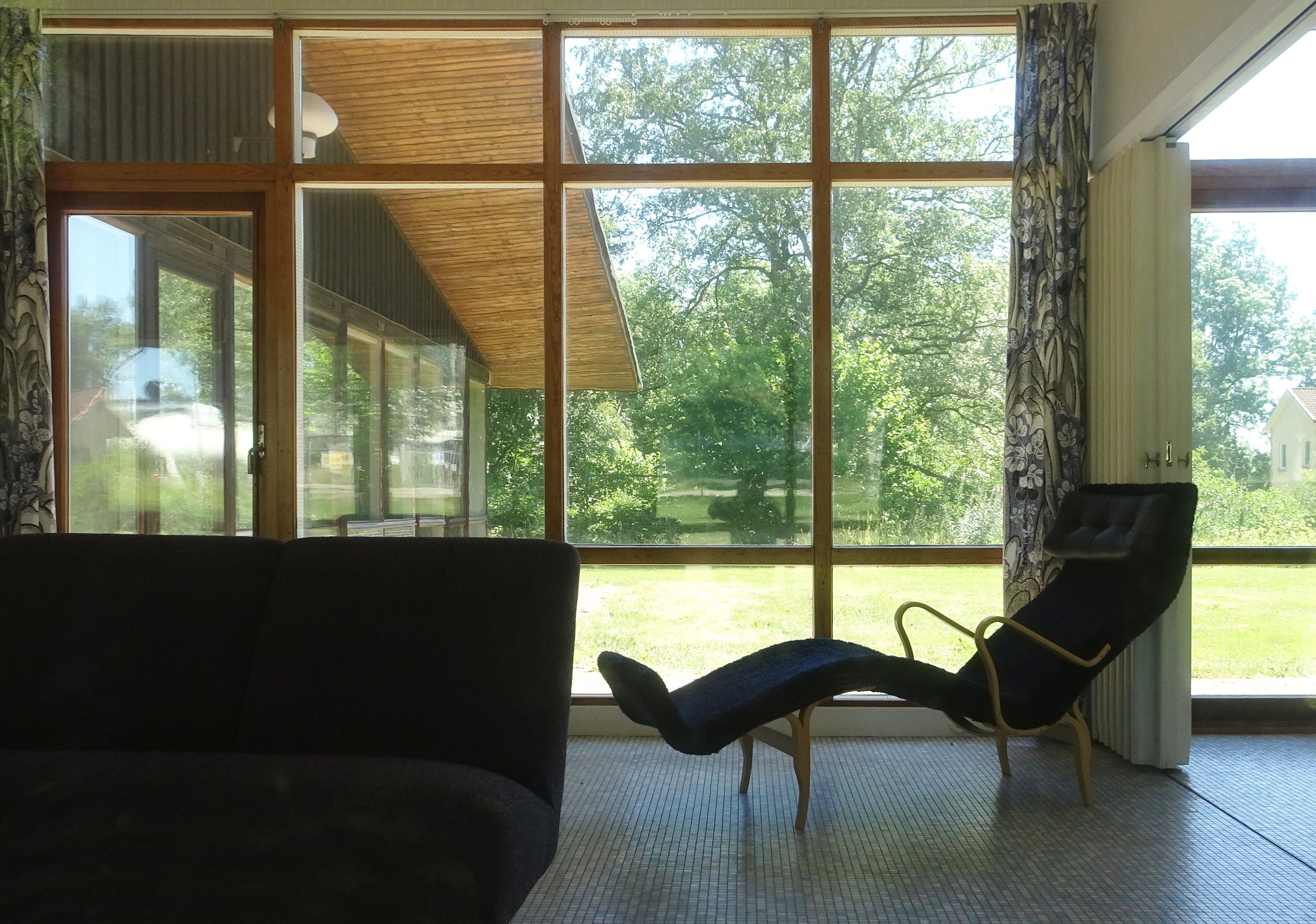
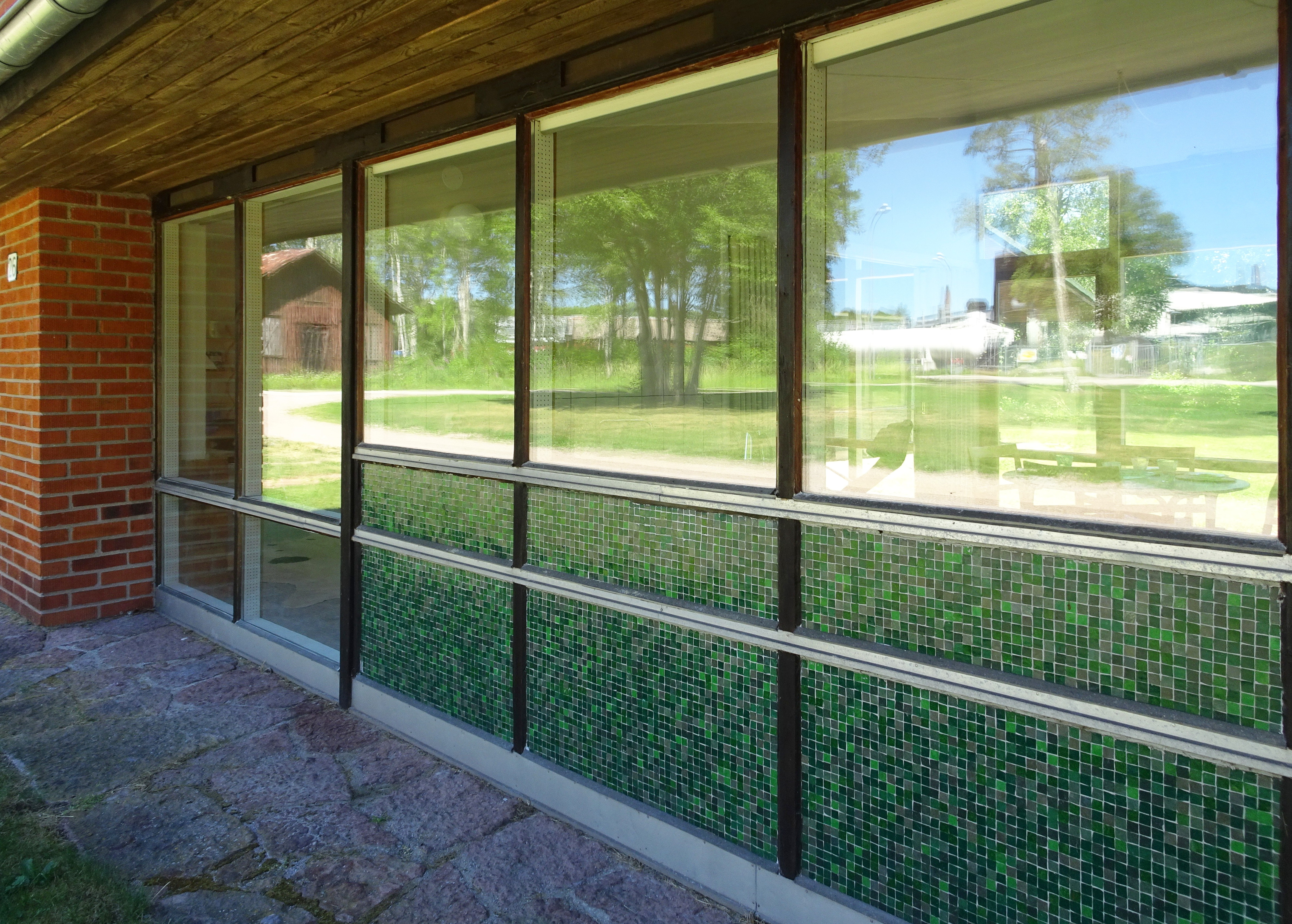